# Mi Pay
Mi Pay — система бесконтактных мобильных платежей на основе NFC, которая поддерживает кредитные, дебетовые карты и карты общественного транспорта в Китае. Сервис был запущен Xiaomi в партнерстве с UnionPay.
В декабре 2018 года Xiaomi запустила Mi Pay в Индии в партнерстве с ICICI Bank. Помимо отправки и получения денег, можно оплачивать счета за коммунальные услуги, мобильную и широкополосную связь.